# Performance en China
El arte del performance en China y su historia ha crecido desde 1970 debido al interés entre arte, proceso y tradición de la cultura china. El arte del performance en China es parte de la educación en bellas artes y cada vez es más popular. En 1999 se reconoció el buen momento y la importancia del arte contemporáneo chino a nivel internacional, al ser incluidos 19 artistas chinos en la Bienal de Venecia. En los últimos años, todos los artistas del colectivo, han realizado obras concretas documentadas mediante fotografía y videoarte. 

## Ejemplos
Algunos de los ejemplos más extremos de arte de performance en la República Popular China:
- En 2000, Zhu Yu, pintor y artista de performance de Cheng Du, creó un escándalo por autofotografiarse comiendo un feto como protesta contra los abortos estatales como medios de control de población.
- Peng Yu Y Sol Yuan también ha trabajado con partes de cuerpo humano así como con animales vivos y es igualmente reconocido.
- Algunos de los artistas de performance más jóvenes que han recibido reconocimientos en Europa y Estados Unidos son Shu Yang, creador y organizador del Festival de Artes Vivas Dadao en la capital Beijing.Yang Zhichao, conocido a nivel internacional en el mundo del arte contemporáneo por la obra en la que camina su número e identidad en China. Además el artista Wang Chuyu, en huelga de hambre en oposición contra la  Shanghai Biennale en la edición del año 2000.
- El artista más conocido a nivel internacional dentro del campo del performance y la instalación en China es Ai Weiwei.
- Otros artistas reconocidos como Ma Liuming, Zhu Ming y He Yunchang.[1]

En el año 1996 se presentó la película titulada Congelada (en chino: Jidu Hanleng; 极度寒冷) dirigida por el director chino Wang Xiaoshuai, realizada bajo el seudónimo Wu Ming. El film tiene como sus protagonistas un grupo de artistas de performance chinos, que a lo largo de la obra cinematográfica realiza piezas performativas en las calles de diferentes ciudades chinas.

## Artistas de performance chinos
- Cang Xin[3]
- Zhang Huan
- Shu Yang
- Yuan Cai y  Jian Jun Xi
- Zhu Yu
- Wang Xiaoshuai
- Yang Zhichao
- Zheng Lianjie
- Wang Chuyu
- Ma Liuming
- Zhu Ming
- Ai Weiwei: Es un activista y artista contemporáneo chino.[4][5] Ai colaboró con los arquitectos suizos Herzog & de Meuron como asesor artístico en el Estadio Nacional de Pekín para los Juegos Olímpicos de 2008.[6] Como activista, ha criticado constantemente al gobierno chino por su postura respecto a la democracia y los derechos humanos. También ha investigado corrupción gubernamental y encubrimientos en China, particularmente el caso del derrumbe de escuelas en Sichuan tras el terremoto de 2008.[7] El 3 de abril de 2011 fue detenido en el aeropuerto internacional de Pekín, estuvo bajo arresto durante 81 días sin cargos oficiales, y funcionarios aludieron todo a "delitos económicos".[8]
- He Yunchang: Es un artista de performance especializado en obras extremas donde el dolor y las autolesiones están presentes.  Ha realizado diferentes procesos performativos donde las incisiones y heridas en su propio cuerpo eran documentadas foto y videográficamente. Realiza crítica llevando su propio cuerpo al extremo y en una clara conexión con la mitología tradiciones y la filosofía antigua.[9]

## Colectivos de artistas de performance chinos
- Concepto 21:  Es el primer colectivo de arte de performance  en China, formado originalmente en 1986 por cinco alumnos de arte en la ciudad de Beijing. Sus fundadores fueron: Sheng Qi (盛奇), Zheng Yuke (鄭玉珂), Zhao Jianhai (趙建海), Kang Mu (康木), y Xi Jianjun (奚建軍).[2][10]